# ポーク郡 (アーカンソー州)
ポーク郡（英: Polk County）は、アメリカ合衆国アーカンソー州の西部に位置する郡である。2010年国勢調査での人口は20,662人であり、2000年の20,229人から2.1%増加した。郡庁所在地はミーナ市（人口5,737人）であり、同郡で人口最大の都市でもある。ポーク郡は1844年11月30日に州内48番目の郡として設立され、郡名は第11代アメリカ合衆国大統領を務めたジェームズ・ポークに因んで名付けられた。ポークは当時大統領選挙で当選したばかりであり、就任していなかった。アルコールの販売が禁止される禁酒郡である。
ポーク郡はスティーヴン・ハンターの小説『ボブ・リー・スワガー シリーズ』の第2作『ブラックライト』の舞台とされた。またジョエル・B・リードの『ジャズ・フィリップス・シリーズ』では主人公ジャズ・フィリップスが育った所とされた。

## 地理
アメリカ合衆国国勢調査局に拠れば、郡域全面積は862.42平方マイル (2,233.7 km2)であり、このうち陸地859.38平方マイル (2,225.8 km2)、水域は3.04平方マイル (7.9 km2)で水域率は0.35%である。

### 主要高規格道路
- アメリカ国道59号線/アメリカ国道71号線
- アメリカ国道270号線
- アメリカ国道278号線
- アーカンソー州道4号線
- アーカンソー州道8号線
- アーカンソー州道84号線
- アーカンソー州道88号線

### 隣接する郡
- スコット郡 - 北
- モンゴメリー郡 - 東
- ハワード郡 - 南東
- セビア郡 - 南
- マカーテン郡 (オクラホマ州) - 南西
- ルフロア郡 (オクラホマ州) - 北西

### 国立保護地域
- ワシタ国立の森（部分）

## 人口動態

人口ピラミッド

以下は2000年の国勢調査による人口統計データである。
| 基礎データ - 人口: 20,229人 - 世帯数: 8,047 世帯 - 家族数: 5,793 家族 - 人口密度: 9人/km2（24人/mi2） - 住居数: 9,236軒 - 住居密度: 4軒/km2（11軒/mi2） 人種別人口構成 - 白人: 94.69% - アフリカン・アメリカン: 0.16% - ネイティブ・アメリカン: 1.49% - アジア人: 0.21% - 太平洋諸島系: 0.06% - その他の人種: 1.72% - 混血: 1.67% - ヒスパニック・ラテン系: 3.50% 年齢別人口構成 - 18歳未満: 25.6% - 18-24歳: 7.9% - 25-44歳: 25.0% - 45-64歳: 24.5% - 65歳以上: 17.0% - 年齢の中央値: 39歳 - 性比（女性100人あたり男性の人口） - 総人口: 97.0 - 18歳以上:94.0 | 世帯と家族（対世帯数） - 18歳未満の子供がいる: 31.9% - 結婚・同居している夫婦: 60.4% - 未婚・離婚・死別女性が世帯主: 8.4% - 非家族世帯: 28.0% - 単身世帯: 25.0% - 65歳以上の老人1人暮らし: 12.3% - 平均構成人数 - 世帯: 2.49人 - 家族: 2.97人 収入と家計 - 収入の中央値 - 世帯: 25,180米ドル - 家族: 31,379米ドル - 性別 - 男性: 23,397米ドル - 女性: 17,294米ドル - 人口1人あたり収入: 14,036米ドル - 貧困線以下 - 対人口: 18.2% - 対家族数: 14.0% - 18歳未満: 23.5% - 65歳以上: 16.2% |

## 都市と町
| - コーブ - グラニス | - ハットフィールド - ミーナ - 郡庁所在地 | - バンダーボート - ウィックス |

### 未編入の町
- インク

## 郡区
アーカンソー州の郡はさらに郡区に小区分されている。各郡区には未編入領域と、編入済み自治体がある。現代の郡区にはその維持目的が限られたものになっている。アメリカ合衆国国勢調査局は郡区を元に人口を集計している。また系図調査など歴史的な目的には価値がある。1つ以上の郡区に入っている町や都市は統計調査に基づいて扱われる。ポーク郡の郡区は下記リストの17区であり、その中に含まれる町や都市を括弧書きしている。
- エイコーン（ミーナの小部分）
- ビッグフォーク
- シーダー
- センター（ミーナの大半）
- コーブ（ハットフィールド）
- イーグル
- フォークナー
- フリーダム
- フルトン
- ギャップスプリングス
- ミルクリーク
- マウンテン
- ワシタ
- オザーク（グラニス、ウィックス）
- ポッター（ミーナの小部分）
- リッチマウンテン
- ホワイト（コーブ、バンダーボート）